# Finansråd
Finansråd är i  Sverige en titel inom statsförvaltning som vanligtvis avser avdelningschefer på Finansdepartementet. Undantaget är chefen på Finansdepartementets budgetavdelning som tituleras budgetchef. 
Finansråden motsvarar utrikesråden på Utrikesdepartementet och ska inte blandas ihop med ekonomiskt råd, vilket avser en utlandsstationerad tjänsteman vid Finansdepartementet. 

## Tidigare finansråd
- Stefan Ingves
- Ingemar Hansson[1]
- Christina Lindenius[2]
- Christer Wadelius[3]
- Gunnar Holmgren[4]